# Benilloba
Benilloba község Spanyolországban, Alicante tartományban. Lakosainak száma 747 fő (2024). Benilloba Cocentaina, Gorga és Penàguila községekkel határos.

## Népesség
A település lakosságának változását az alábbi diagram mutatja:
| Lakosok száma | 933  | 891  | 847  | 839  | 811  | 789  | 769  | 724  | 737  | 747  |
|               | 2001 | 2004 | 2006 | 2009 | 2011 | 2014 | 2016 | 2019 | 2021 | 2024 |